# Couze-et-Saint-Front
Couze-et-Saint-Front är en kommun i departementet Dordogne i regionen Nouvelle-Aquitaine i sydvästra Frankrike. Kommunen ligger i kantonen Lalinde som tillhör arrondissementet Bergerac. År 2022 hade Couze-et-Saint-Front 715 invånare.

## Befolkningsutveckling
Antalet invånare i kommunen Couze-et-Saint-Front
Referens:INSEE